# Denisa Nečasová
Denisa Nečasová (* 1974, Brno) je česká historička.

## Životopis
Denisa Nečasová působí na Historickém ústavu Filozofické fakulty Masarykovy univerzity. Specializuje se především na kulturní dějiny, dějiny žen a genderu v soudobých dějinách, zabývá se především 40. a 50. lety 20. století v Československu.

## Dílo (výběr)
- Buduj vlast – posílíš mír!. Ženské hnutí v českých zemích 1945–1955. Brno 2011. ISBN 978-80-86488-82-0.
- Nový socialistický člověk. Československo 1948–1956. Brno 2018. ISBN 978-80-7577-185-8.[4]
- Obrazy nepřítele v Československu 1948–1956. Praha 2020. ISBN 978-80-7422-688-5.[5]